# Clase Sa'ar 3
La clase Sa'ar 3 ("Tormenta") es una clase de buque lanzamisiles construido en los astilleros de la localidad francesa de Cherburgo, para la marina de Israel, como una evolución de las lanchas de ataque rápido de clase Jaguar de la Deutsche Marine.

## Historial
Al entrar en la década de 1960 el almirantazgo israelí se planteó una profunda renovación de su flota para adaptarla a las nuevas amenazas de sus vecinos árabes, en especial con la modernización de su flota. La Marina decidió que la solución era dotarse con una flota de barcos ligeros y ágiles, que pudiesen atacar tanto blancos costeros como en alta mar, y que emplearían misiles. Por aquel entonces, Israel carecía de la tecnología y no contaba con astilleros necesarios para construir los barcos. Esta solución vino tras llevar tiempo investigando como lograr la máxima efectividad al menor coste frente a unos enemigos superiores. La apuesta de combinar lanchas rápidas y misiles solo existía entonces en la URSS. Se diseñó un "Barco rápido de misiles" adaptado a las necesidases de la Armada de Israel, basado en la clase alemana "Jaguar" pero modificado para transportar misiles Gabriel. Este concepto se volvió necesidad cuando apareció la amenaza de los misiles antibuque SS-N-2 montados en barcos rápidos de clase Komar y Osa vendidos por la URSS a las armadas egipcia y siria.
Israel había acordado con Alemania la construcción de 6 patrulleras de tipo Jaguar, pagadas con las compensaciones por los crímenes de guerra. El acuerdo debía ser secreto, pero se hizo público y ante la presión de los paIses árabes hubo de romperse. De manera discreta Israel, Alemania y Francia negociaron en 1966 para que el contrato lo ejecutarán los astilleros Constructions Mécaniques de Normandie de Cherburgo. Israel incrementó en 1968 el pedido en otras 6 patrulleras. Las patrulleras se construirían en Francia pero equiparían en Israel.
Unos 200 israelíes se desplazaron a Cherburgo. La supervision del proyecto recayó en el almirante retirado Mordechai Limon. Dos patrulleras fueron entregadas en 1967 y otras 3 en 1968. Retrasos y filtraciones referentes a la orden de embargo permitieron que 2 patrulleras pudieran zarpar a toda prisa del puerto de Cherburgo. La noche del 24 de diciembre de 1969 90 marineros israelíes se hicieron con las 5 patrulleras restantes y las llevaron a Israel. 
Cuando llegaban al puerto de Haifa las patrulleras no contaban con armamento. En Israel se les instalaron lanzadores de misil Gabriel, cañones, ametralladoras y equipo electrónico.
Israel contaba con las siguientes patrulleras:
- Clase SA'AR 1: es el primer grupo inicial de 6 barcos ordenados en 1965. Su armamento son cañones Bofors de 40 mm. , tubos lanzatorpedos y posibilidad de instalar sonar.
- Clase SA'AR 2: son los Sa'ar 1 equipados con misiles Gabriel.
- Clase SA'AR 3: es el segundo grupo de 6 barcos ordenados en 1968. Un cañón OTO Melara de 76 mm en lugar del Bofors de las Sa'ar 1.

Los buques de la clase Sa'ar 3, al igual que el resto de Sa'ar, tuvieron su bautismo de fuego en octubre de 1973 durante la guerra de Yom Kippur. Su primera acción, tuvo lugar durante la Batalla de Latakia donde la marina de Israel, atacó a buques y objetivos en tierra de Siria usando sus cañones Otobreda de 76 mm y misiles Gabriel.  Esta acción, fue seguida poco después por el ataque israelí de 6 buques de las clases Sa’ar 1, 2, 3 y 4 contra 4 buques egipcios de la clase Osa en la Batalla de Baltim
Israel se convirtió en autosuficiente en la construcción de buques e Israel Shipyards asumió todos los trabajos de construcción de los barcos de misiles. El embargo francés no era problema ya que Alemania podía proporcionar todos los sistemas.

## Buques de la clase
- INS Sa'ar (331): retirado
- INS Sufa (332): retirado
- INS Ga'ash (333): retirado
- INS Herev (341): retirado
- INS Hanit (342): vendido a Chile en 1988, rebautizado Iquique
- INS Hez (343): vendido a Chile en 1988, rebautizado Covadonga